# Su Lihui
Su Lihui (chiń. 苏丽慧; ur. 6 listopada 1985) – chińska zapaśniczka w stylu wolnym. Trzykrotna uczestniczka mistrzostw świata. Zdobyła dwa srebrne medale, w 2005 i 2006. Piąta na igrzyskach azjatyckich w 2006. Złoty medal mistrzostw Azji w 2004, srebrny w 2005, 2006 i 2007. Pierwsza w Pucharze Świata w 2004 i druga w 2006. Pierwsza w Pucharze Azji w 2003 roku.